# Holodomor

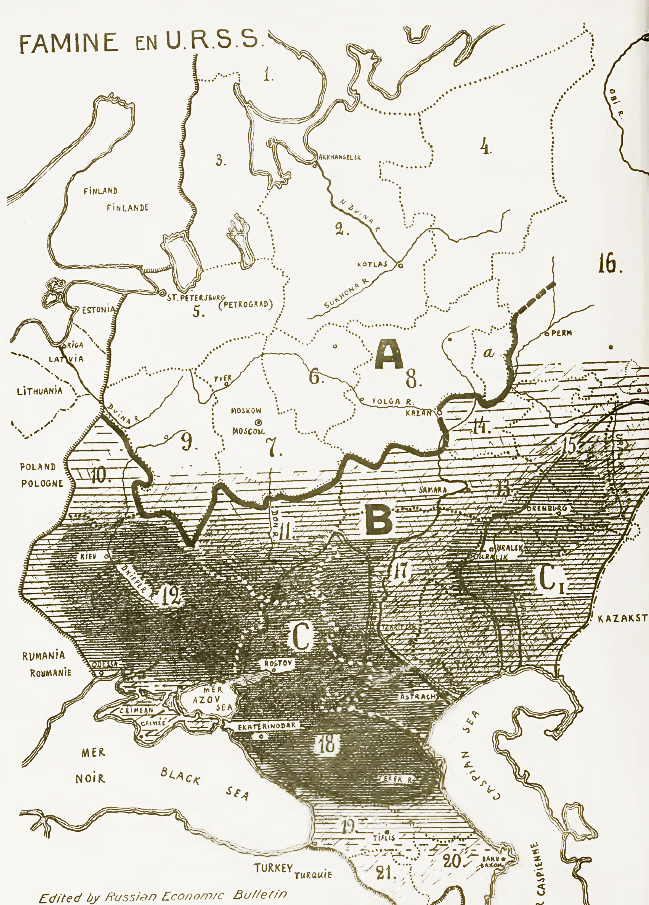
Gebied van de hongersnood in zwart 1932-1933

De Holodomor (Oekraïens: Голодомор), letterlijk "de plaag van de honger", was een hongersnood op het grondgebied van de Oekraïense Socialistische Sovjetrepubliek in de jaren 1932 en 1933. Het was een van de grootste rampen in Oekraïne in de moderne geschiedenis; het aantal doden lag tussen 2,5 en 7,5 miljoen. Evenals bij de gelijktijdige Kazachse Hongersnood lag de hoofdoorzaak in het beleid van de Sovjetregering, die de landbouw met harde hand collectiviseerde. Internationaal is er dispuut over de vraag of dit overheidshandelen als genocidaal beschouwd moet worden. In 2023 erkenden zowel België als Nederland de Holodomor als genocide.

## Oorzaak
De hongersnood werd vooral veroorzaakt door het beleid van de regering van de Sovjet-Unie onder Stalin, die met kracht de collectivisatie en dekoelakisatie van de landbouw doorvoerde. De boerderijen moesten worden samengevoegd in kolchozen en sovchozen, waardoor arbeidskracht zou vrijkomen voor de industrialisatie. Stalins vijfjarenplan uit 1928 moest worden gefinancierd uit export en het belangrijkste deel van die export bestond uit graan.
Dit stuitte op groot verzet van de boeren, ook en vooral in Oekraïne met hun traditie van vrijheid. Ze verborgen hun graan en slachtten hun vee liever dan het te  leveren aan de staatsboerderijen. De verplichte graanleveranties werden als straf verhoogd, hoewel de oogst in 1932 mislukte. Miljoenen boeren, door de communisten aangeduid als koelakken, werden gedeporteerd naar Siberië.

## Kannibalisme
Kannibalisme was tijdens de hongersnood wijd verspreid. Historicus Timothy Snyder schreef hierover:
Overleven was zowel een morele als een fysieke strijd. Een vrouwelijke dokter schreef aan een vriend in juni 1933 dat ze nog niet een kannibaal was, maar dat het "niet zeker was dat ze er niet een zou zijn tegen de tijd dat haar brief zou aankomen." De goede mensen stierven als eerste. Degenen die weigerden te stelen of de prostitutie in te gaan gingen dood. Degenen die voedsel gaven aan anderen stierven. Degenen die weigerden lijken te eten gingen dood. Degenen die weigerden hun medemens te doden, stierven. Ouders die niet aan kannibalisme deden stierven voordat hun kinderen stierven.
De Sovjetregering maakte posters met: 'Je eigen kinderen opeten is een barbaarse daad'. Meer dan 2500 mensen zijn tijdens de Holodomor veroordeeld voor kannibalisme.

## Contrapropaganda
Terwijl de gebeurtenissen grotendeels werden verborgen door het Sovjetregime, werd informatie over de massale hongersnood al in 1933–1934 bekend in het westen, vanwege journalisten Gareth Jones en Malcolm Muggeridge en foto's gemaakt door de Oostenrijkse chemicus Alexander Wienerberger. De Sovjet-Unie begon een campagne van contrapropaganda, waarbij vooraanstaande persoonlijkheden als Bernard Shaw, Edouard Herriot, Walter Duranty de hongersnood ontkenden.

## Nasleep
Door de massale sterfte van vooral Oekraïners in 1933 vermeerderde het aandeel Russen in Oekraïne van 5,6% naar 9,2%.

## Genocide

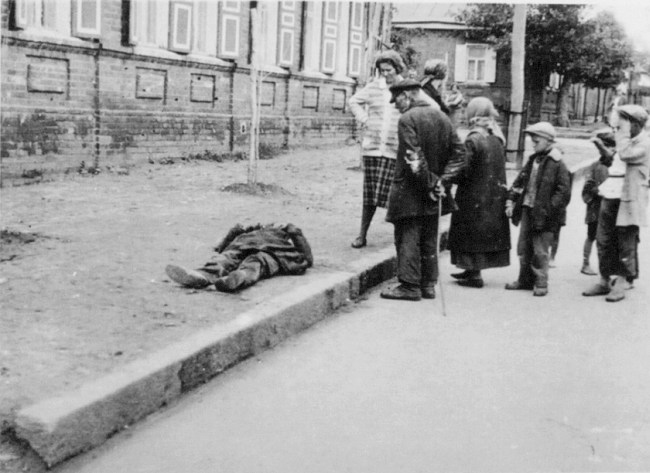
Een van de vele heimelijke foto's gemaakt door ingenieur Alexander Wienerberger tijdens zijn werk in Charkiv

Hoewel de hongersnood in Oekraïne onderdeel was van een grotere hongersnood die ook in enkele andere delen van de Sovjet-Unie heerste, wordt de term Holodomor specifiek gebruikt voor de gebeurtenissen in gebieden waar etnische Oekraïners woonden. De Holodomor wordt daarom ook weleens de "Oekraïense genocide" of de "Oekraïense holocaust" genoemd. Deze termen impliceren de suggestie dat de Holodomor kwade opzet was van de regering van de Sovjet-Unie om vooral de Oekraïners te treffen en zo het Oekraïense volk te vernietigen als politieke factor en sociale entiteit. Daarom ging het begrip een rol spelen in de politieke strijd in de onafhankelijke Oekraïne na de Oranjerevolutie van 2004. De pro-westerse president Viktor Joesjtsjenko bracht de Holodomor in het najaar van 2006 in het parlement nadat hij noodgedwongen zijn pro-Russische tegenstander Janoekovytsj tot premier had moeten benoemen. Op 28 november 2006 heeft het Oekraïens parlement de Holodomor officieel tot genocide verklaard. De vierde zaterdag in november is de officiële herdenkingsdag voor de slachtoffers van de Holodomor in Oekraïne.

## Gedeeltelijke internationale erkenning als genocide

Erkenning van de Holodomor als genocide (anno 2023):
Erkenning als genocide
Veroordeling als een daad van uitroeiing
Geen erkenning als genocide

Hoewel historici het er nog altijd niet over eens zijn of, en meer concreet in welke mate, de beleidsmaatregelen die tot de Holodomor leidden, onder de officiële definitie van genocide vallen, hebben meerdere regeringen en organisaties de Holodomor wel als zodanig erkend, dan wel erkend als criminele actie van het Stalinregime: Andorra, Argentinië, Australië, de Baltische Assemblee, België, Brazilië, Bulgarije, Canada, Chili, Colombia, Duitsland, Ecuador, Estland, de Europese Unie, Frankrijk, Georgië, Hongarije, Ierland, IJsland, Italië, Letland, Litouwen, Mexico, Moldavië, Nederland, Oekraïne, Oostenrijk, Paraguay, Peru, Polen, Portugal, het Europees Parlement, Roemenië, Slowakije, Spanje, Tsjechië, Vaticaanstad en de Verenigde Staten. Op 7 juli 2023 erkende Nederland de Holodomor als genocide.

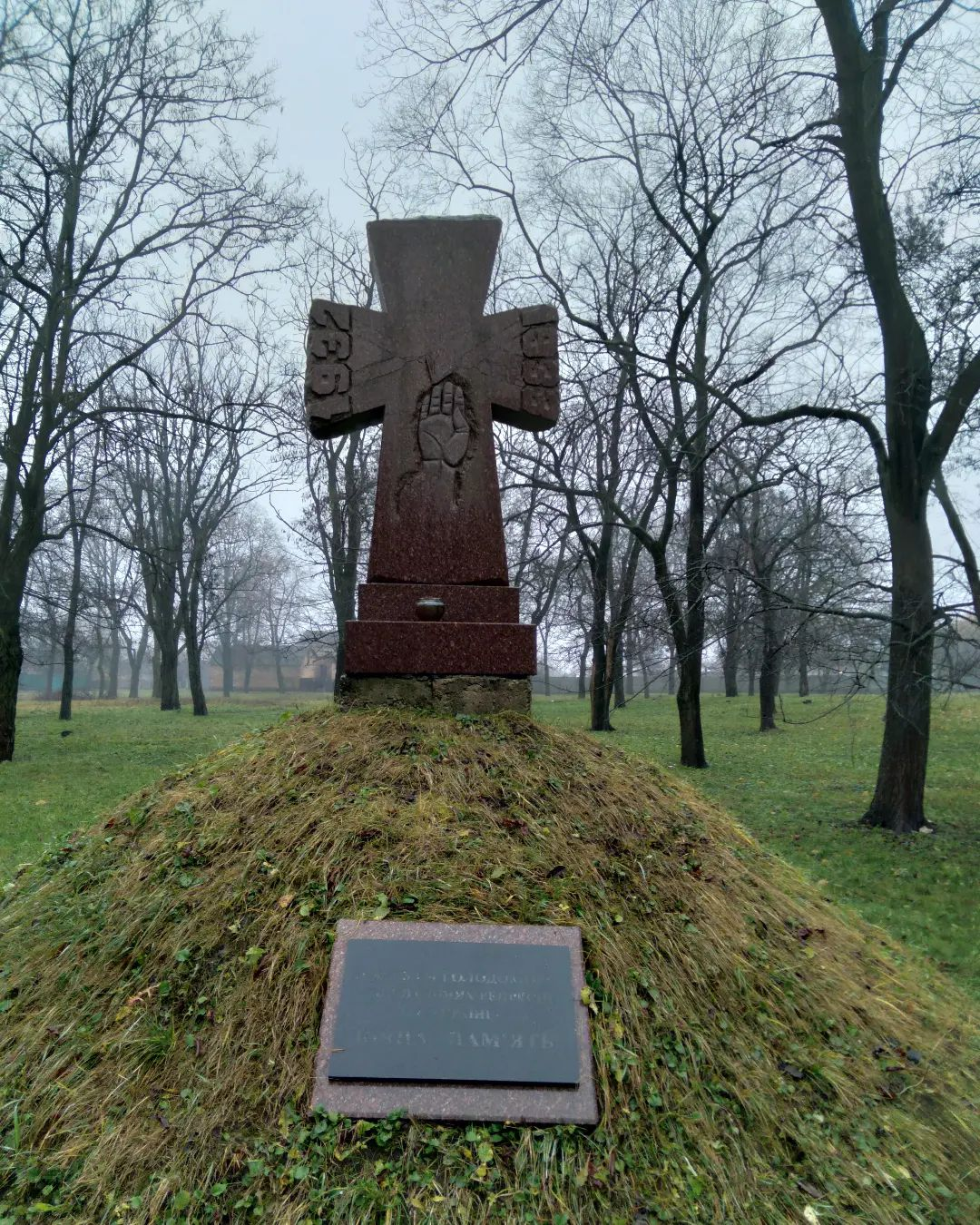
een monument voor de slachtoffers van de Holodomor in de stad Znamjanka, centraal Oekraïne (26.11.2022)

## Etymologie
De term Holodomor is afgeleid van de Oekraïense uitdrukking moryty holodom (Морити голодом), wat zoveel betekent als "dood veroorzaken door honger". Het woord Holodomor stamt af van de Oekraïense woorden holod, 'honger' en moryty, 'vergiftigen, iemand tot de uitputting drijven'. In moderne Oekraïense woordenboeken staat Holodomor omschreven als "kunstmatig opgewekte hongersnood, van staatswege op grote schaal georganiseerd". Soms wordt het begrip ook vertaald als "moord door honger".